# Ga Đại học Hàn Quốc
Ga Đại học Hàn Quốc (Jongam) (Tiếng Hàn: 고려대(종암)역, Hanja: 高麗大(鐘岩)驛) là ga tàu điện ngầm trên Tàu điện ngầm Seoul tuyến 6 kéo dài từ Jongam-dong, Seongbuk-gu và Jegi-dong, Dongdaemun-gu, Seoul. Đại học Hàn Quốc ở gần đó.

## Lịch sử
- 15 tháng 12 năm 2000: Tàu điện ngầm Seoul tuyến số 6 mở đoạn giữa Eungam và Sangwolgok

## Bố trí ga
| Anam ↑   |
| \| W/B   |
| ↓ Wolgok |

| Hướng Tây  | ● Tuyến 6 | ← Hướng đi Anam · Dongmyo · Sân vận động World Cup · Eungam |
| Hướng Đông | ● Tuyến 6 | → Hướng đi Wolgok · Seokgye · Taereung · Sinnae →           |

## Xung quanh nhà ga
| Lối ra \| 나가는 곳 \| Exit \| 出口 | Lối ra \| 나가는 곳 \| Exit \| 出口 |
| ----------------------------------- | --- |
| 1                                   | Đại học Hàn Quốc Anam-dong Seongbuk-gu Trung tâm hỗ trợ gia đình khỏe mạnh |
| 2                                   | Trường trung học cơ sở Jongam Trường tiểu học Sungnye Đồn cảnh sát Jongam |
| 3                                   | Viện Khoa học Lâm nghiệp Quốc gia (Rừng Hongneung) Đại học Sư phạm Quốc gia Seoul Trường trung học cơ sở và trung học phổ thông Hội tưởng niệm Vua Sejong Trung tâm An toàn Công cộng Jegi |
| 4                                   | Trường trung học cơ sở nữ sinh Jeonghwa·Trường trung học thuơng mại Trường tiểu học Hongpa Jegi-dong Hanshin APT                                                                           |
| 5                                   | Jegi-dong |
| 6                                   | Chợ Jegi Giao lộ Đại học Hàn Quốc |

## Thư viện

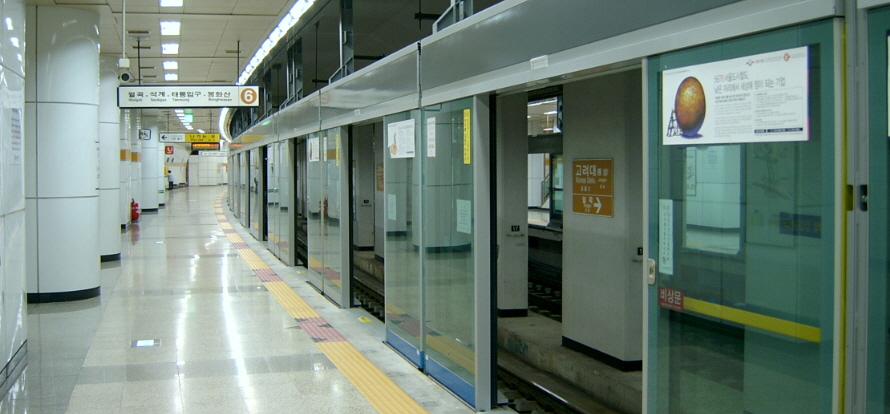
Sân ga (Cửa chắn sân ga đang được lắp đặt)
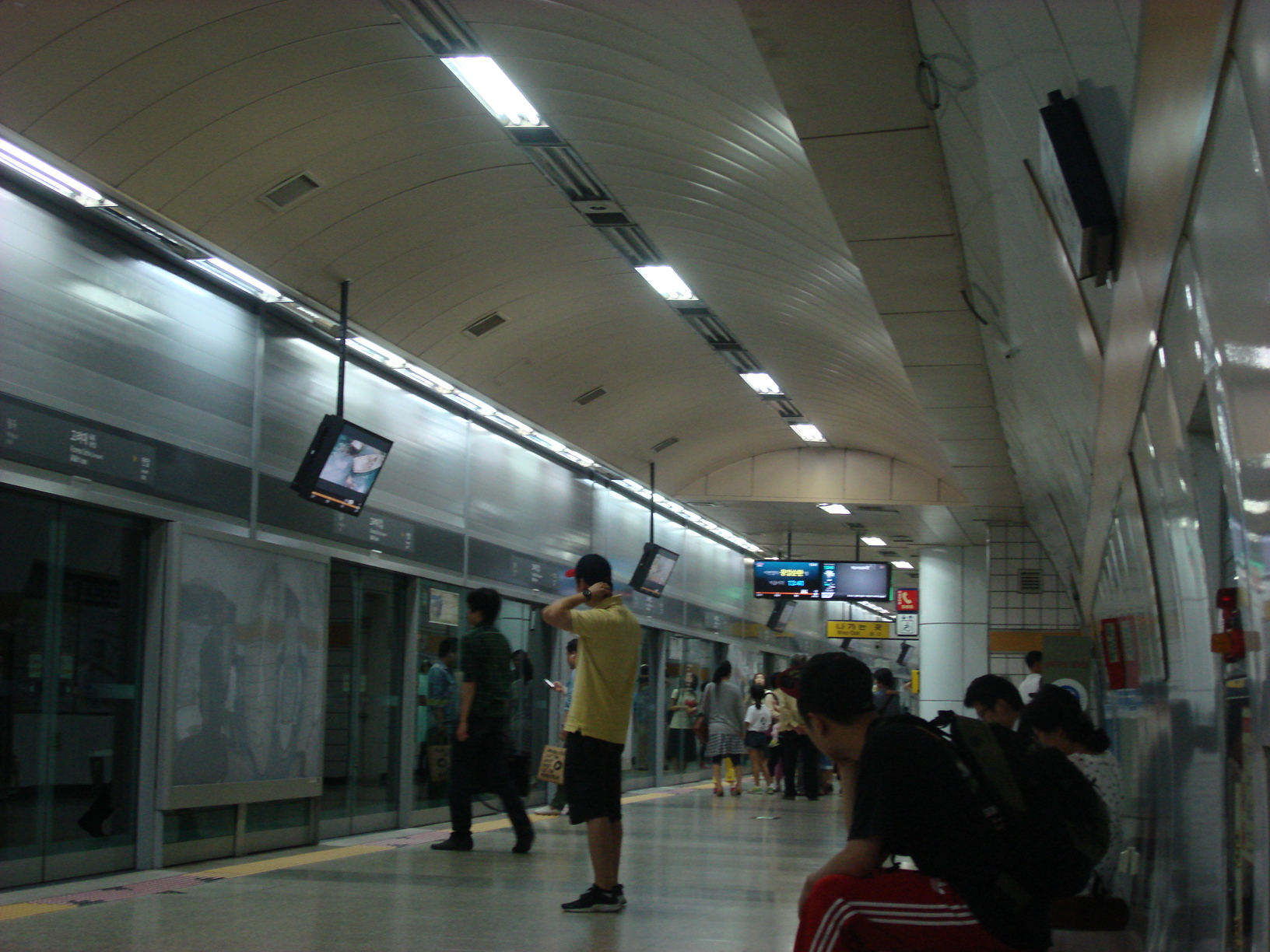
Sân ga
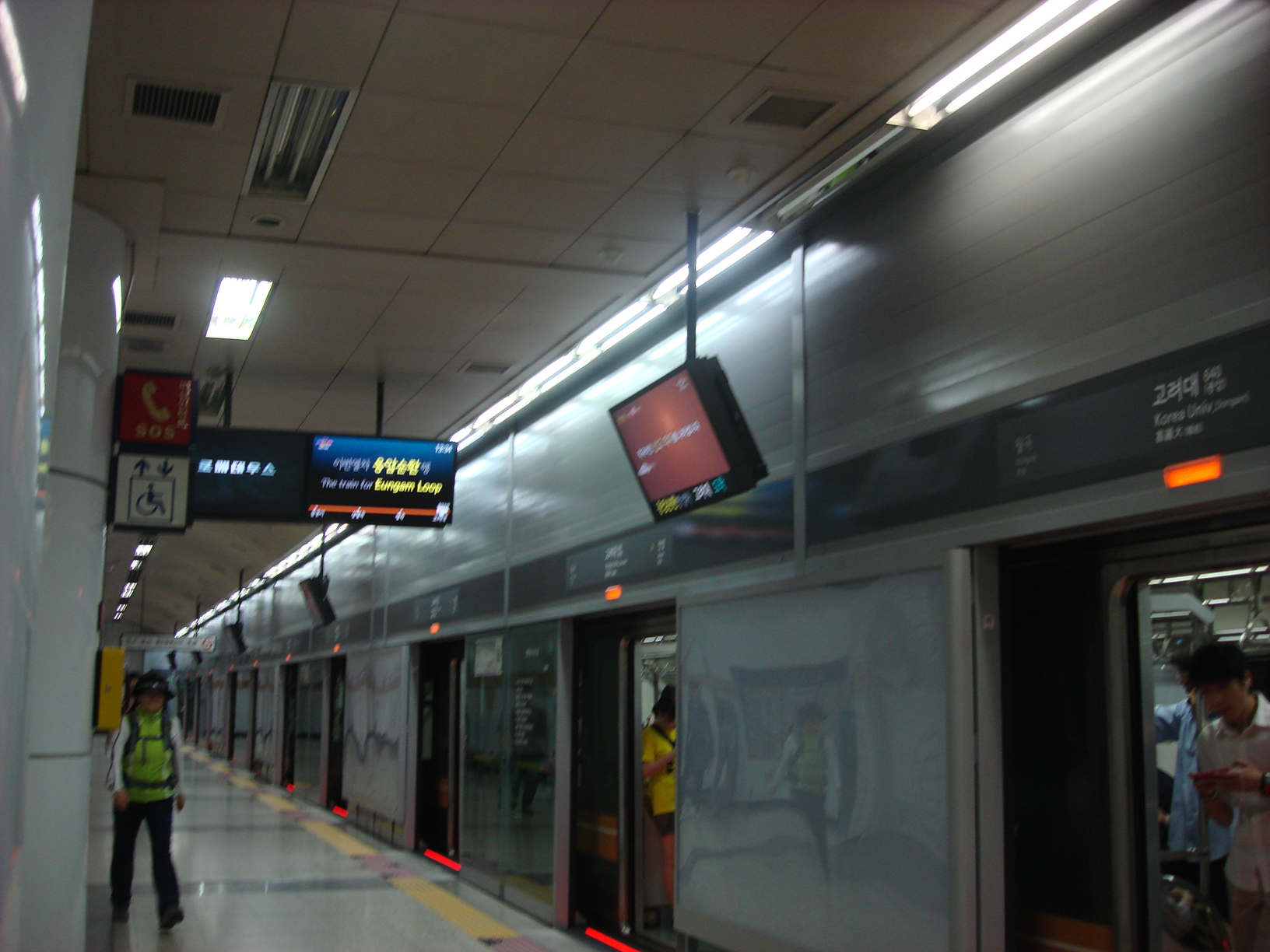
Sân ga